# Pierre Vernier (Schauspieler)

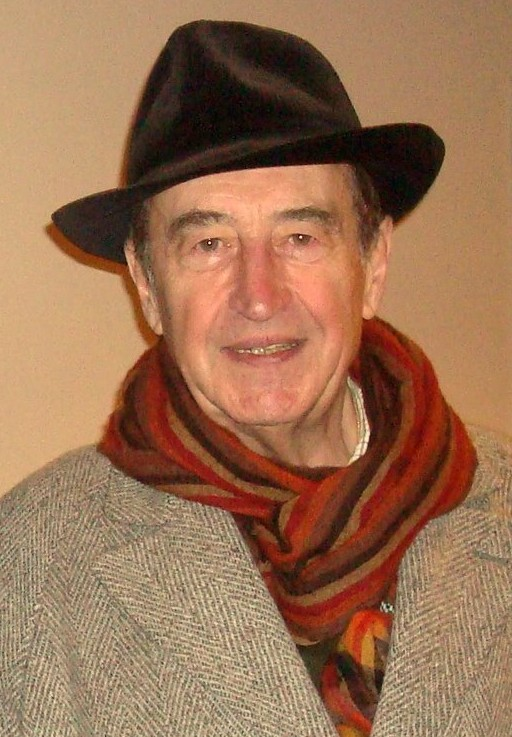
Pierre Vernier (2008)

Pierre Vernier, eigentlich Pierre Rayer (* 25. Mai 1931 in Saint-Jean-d’Angély, Département Charente-Maritime; † 9. Oktober 2024 in Vic-Fezensac, Département Gers), war ein französischer Schauspieler.

## Leben und Werk
Pierre Vernier absolvierte seine Schauspielausbildung am Conservatoire national supérieur d’art dramatique und war als  Theaterschauspieler seit den 1950er Jahren in Frankreich regelmäßig auf der Bühne zu sehen.
Im Film wurde er in Nebenrollen unter dem Regisseur Claude Chabrol und neben dem Schauspieler Jean-Paul Belmondo international bekannt. Er wurde vor allem in den 1960er und 1970er Jahren häufig als Typendarsteller eingesetzt, u. a. mehrfach in Kriminalfilmen neben Jean Gabin. Meist spielte er Polizisten und Politiker, Offiziere, Adlige, Ärzte und andere Respektspersonen. Zu seinen bekanntesten Filmen mit Belmondo gehörten in den 1980er Jahren Der Puppenspieler und Der Profi unter der Regie von Georges Lautner. Belmondo und Vernier waren auch privat befreundet und traten gemeinsam in Fernsehshows auf.
Bekanntheit erwarb sich Vernier als Darsteller profilierter Charaktere im Fernsehen, wobei er auch in britischen und deutschen Produktionen mitwirkte. Zum Star wurde er als Held der Serien Rocambole (1964–1965) und Richelieu (1977). Dabei übernahm er gelegentlich auch größere TV-Nebenrollen und entwickelte sich seit den späten 1980er Jahren zum Charakterdarsteller. Er spielte in Fernsehfilmen und Mehrteilern sowie als Seriendarsteller und Gastschauspieler in Fernsehserien. Vernier spielte in starken Nebenrollen wie als Erbschleicher und Bankier des Grassins in Eugénie Grandet (1994). Zuletzt arbeitete Vernier 2006 für Chabrol in dem Film Geheime Staatsaffären mit u. a. Isabelle Huppert.
2008 spielte Vernier mit 77 Jahren in dem französischen Fernsehspiel Adieu De Gaulle, adieu (Regie: Laurent Herbiet) den ehemaligen französischen Staatspräsidenten Charles de Gaulle in seinen letzten Lebensjahren. Für seine Darstellung wurde er auf den internationalen Filmfestivals in Monte-Carlo und Bagnères-de-Luchon mit dem Preis als bester Schauspieler ausgezeichnet.
Vernier starb am 9. Oktober 2024 im Alter von 93 Jahren in Vic-Fezensac im Département Gers.

## Filmografie (Auswahl)

### Kino
- 1958: Sonntagsfreunde (Les compains du dimanche)
- 1959: Wiesenstraße 10 (Rue des prairies)
- 1961: Speisekarte der Liebe (Les godelureaux)
- 1963: Der Frauenmörder von Paris (Landru)
- 1964: Dünkirchen, 2. Juni 1940 (Week-end à Zuydcoote)
- 1965: Diamantenbillard (Un milliard dans un billard)
- 1966: Blüten, Gauner und die Nacht von Nizza (Le jardinier d’Argenteuil)
- 1968: Caroline Chérie (Schön wie die Sünde) (Caroline Chérie)
- 1971: Rendezvous in Bray (Rendez-vous à Bray)
- 1973: Das Mädchen von Hongkong
- 1974: Stavisky (Stavisky)
- 1976: Monsieur Klein (Mr. Klein)
- 1978: Zucker, Zucker! (Le sucre)
- 1979: Telefonliaison (Cause toujours… tu m’intéresses!)
- 1979: I wie Ikarus (I comme Icare)
- 1979: Der Puppenspieler (Le guignolo)
- 1979: Die Hunde (Les chiens)
- 1980: Zärtliche Cousinen (Tendres cousines)
- 1981: Der Profi (Le professionel)
- 1981: Die Verweigerung (La provinciale)
- 1983: Der Außenseiter (Le marginal)
- 1983: Mein Freund, der Frauenheld (L’ami de Vincent)
- 1987: Der Profi 2
- 1988: Der Löwe (Itinéraire d’un enfant gâté)
- 1988: Der große Blonde auf Freiersfüßen (À gauche en sortant de l’ascenseur)
- 1989: Milch und Schokolade (Romuald et Juliette)
- 1992: Betty
- 1994: Palais Royale!
- 2000: Unter dem Sand (Sous le sable)
- 2004: La Confiance règne
- 2006: Geheime Staatsaffären (L’ivresse du pouvoir)

### Fernsehen
- 1963–1965: Rocambole, Fernsehserie, Titelrolle
- 1964: Graf Yoster gibt sich die Ehre, 1 Folge
- 1975: Michael Strogoff (Michel Strogoff), 7 Folgen
- 1976: Kommissar Moulin (Commissaire Moulin), 1 Folge
- 1977: Richelieu (Titelrolle)
- 1977: Jean de La Fontaine (Fernsehfilm, Titelrolle)
- 1977: Mit Schirm, Charme und Melone (The New Avengers), 2 Folgen
- 1974: Die großen Detektive (Les grands détectives), 1 Folge
- 1986: Monte Carlo
- 1988: Hemingway (Mehrteiler)
- 1994: Eugénie Grandet
- 1997: Le rouge et le noir
- 2004: Le père Goriot
- 2005: Julie Lescaut (1 Folge)
- 2006: Djihad!
- 2009: Adieu de Gaulle, adieu